# Type 90 Kyū-maru

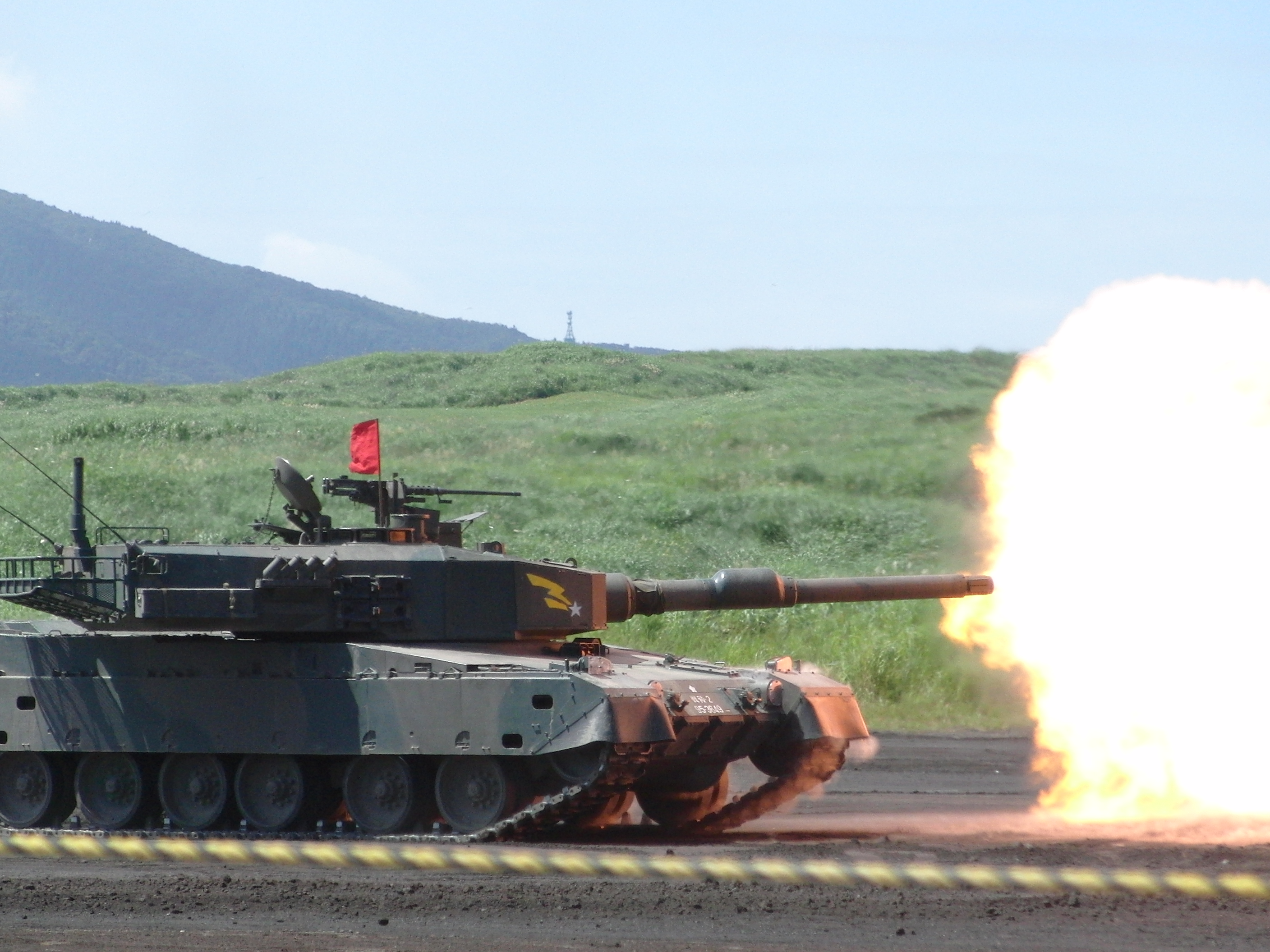
O blindado Type 90 disparando seu canhão principal de 120 mm.

O Type 90 (90式戦車, Kyū-maru-shiki-sensha) é um tanque de guerra da Força Terrestre de Autodefesa do Japão. Desenhado e construído pela Mitsubishi Heavy Industries, foi feito para substituir os velhos Type 61 e Type 74. Foi colocado no serviço ativo no começo da década de 1990. Recentemente, um novo blindado, o Type 10, foi desenvolvido para substituir este tanque como o principal do exército japonês.